# 中突小蚁蛛
中突小蚁蛛（学名：Micaria centrocnemys）为平腹蛛科小蚁蛛属的动物。在中国大陆，分布于内蒙古等地。